# Ивановское (Каринское сельское поселение)
Ивановское — деревня в Александровском муниципальном районе Владимирской области России, входит в состав Каринского сельского поселения.

## География
Деревня расположена на берегу реки Молокча в 19 км на юго-запад от центра поселения села Большое Каринское и 23 км на юго-запад от города Александрова.

## История
С XVIII века село Ивановское стало называться Ивановским-Ухтомских, по имени помещиков Ухтомских, во владение которых оно перешло. Ранее Ивановское называлось Зубовым, потому что в окладных книгах 1677 года оно значилось в вотчине стольника Лукьяна Зубова да Ильи Пятова. Церковь в Ивановском построена в первый раз в 1670 году. В 1701 году церковь была перестроена и освящена в тоже наименование. В 1739 году эта церковь сгорела и на средства лейб-гвардии Измайловского полка подпоручика Федора Ильина Зубова построена новая. В 1781 году на средства помещиков подпоручика гвардии Петра Федоровича Зубова и князя Дмитрия Михайловича Ухтомского построен был каменный храм и освящен также в честь Иоанна Предтечи. Около 1800 года на средства помещика Василия Дмитриевича Ухтомского к левой стороне храма пристроен придел и освящен в честь святого Николая Чудотворца. Приход состоял из села Ивановского-Ухтомского и деревень: Жабрева, Площева, Охотина. В годы Советской Власти церковь была полностью разрушена. В 1905 году в селе Ивановском числилось 42 двора.
В XIX — начале XX века село входило в состав Ботовской волости Александровского уезда.
С 1929 года деревня входила в состав Лизуновского сельсовета Александровского района, в 1941-65 годах в составе Струнинского района.

## Население
| 1859 | 1905 | 1926 | 2002 | 2010 | 2021 |
| ---- | ---- | ---- | ---- | ---- | ---- |
| 272  | ↘269 | ↘251 | ↘20  | ↘19  | ↗95  |